# Amazon Music
Amazon Music (früher Amazon MP3) ist ein Musikstreaming-Dienst und ein Online-Musikladen, welche von Amazon betrieben werden. Im Januar 2020 hatte der Dienst 55 Millionen Abonnenten.
Er wurde am 25. September 2007 in der öffentlichen Beta gestartet, und im Januar 2008 das erste Musikgeschäft in den USA, das Musik ohne DRM (Digital Rights Management) der vier großen Musiklabels (EMI, Universal, Warner, und Sony BMG) sowie unabhängige Musik verkaufte.
Alle Tracks wurden ursprünglich ohne Watermarking oder DRM mit einer variablen Bitrate von 256 Kilobit pro Sekunde als MP3-Format verkauft. Einige Titel sind jetzt jedoch mit einem Wasserzeichen versehen.
Nach den USA wurde Amazon MP3 am 3. Dezember 2008 in Großbritannien, am 1. April 2009 in Deutschland und am 10. Juni 2009 in Frankreich eingeführt. Die deutsche Ausgabe ist seit 3. Dezember 2009 auch in Österreich und der Schweiz verfügbar. Der Amazon MP3-Store wurde am 10. November 2010 in Japan gestartet. Die spanische und italienische Ausgabe wurden am 4. Oktober 2012 gestartet. Die Ausgabe in Mexiko wurde am 7. November 2018 angekündigt.
Lizenzvereinbarungen mit Plattenfirmen beschränken die Länder, in denen die Musik verkauft werden kann.
Am 17. September 2019 kündigte Amazon Music die Einführung von Amazon Music HD an, einer neuen Stufe verlustfreier Musik mit mehr als 50 Millionen Songs in High Definition (16 Bit / 44,1 kHz) und Millionen von Songs in Ultra High Definition (24 (Bit) / 44 (kHz), 24/48, 24/96, 24/192), dem Streaming-Audio mit der höchsten verfügbaren Qualität. Der HD-Streaming-Dienst wurde später allen Unlimited-Kunden am 17. Mai 2021 kostenlos zur Verfügung gestellt.

## Verfügbarkeit
Bei der Veröffentlichung bot Amazon über 2 Millionen Songs von über 180.000 Künstlern und über 20.000 Labels, einschließlich EMI und Universal Music Group für Kunden in den Vereinigten Staaten an. Im Dezember 2007 kündigte die Warner Bros. Music Group an, ihren Katalog auf Amazon MP3 anzubieten. Im Januar 2008 folgte Sony BMG.
Im Januar 2008 kündigte Amazon Pläne an, Amazon MP3 auch „international“ einzuführen. Amazon beschränkt den internationalen Zugang, indem es das Land prüft, in dem die Kreditkarte des Nutzers ausgestellt wurde. Die erste internationale Version wurde am 3. Dezember 2008 in Großbritannien eingeführt. Es folgten deutsche, österreichische, französische, japanische, italienische, spanische,  kanadische und indische Versionen des MP3-Shops.

## Streaming-Angebote
Zusätzlich zu digitalen Käufen bietet Amazon Music verschiedene Musik-Streaming-Angebote an:
- Amazon Music Free ist ein kostenloser, werbefinanzierter Dienst, der seit Mitte 2014 einen unbegrenzten Zugang auf Playlists und Radiosender bietet.[21]

- Amazon Music Prime ist ein Zusatz für Amazon Prime-Mitglieder. Diese erhalten ohne zusätzliche Kosten Zugriff auf 100 Millionen Songs ohne Werbung, werbefreie Podcasts, tausende Playlists und Radiosender.
- Amazon Music Unlimited stellt ein Premium-Abonnement dar, welches einige Zusatzfunktionen beinhaltet. Für dieses Abonnement ist seitens der Prime-Mitglieder ein zusätzlicher Betrag zu entrichten, während alle, die lediglich eine Unlimited-Mitgliedschaft anstreben, einen etwas höheren Monatsbeitrag leisten müssen. Der größte Unterschied ist, dass Amazon Music Unlimited das Streamen von Songs in höherer Audioqualität ermöglicht. Der Musik-Streaming-Dienst ist seit Ende 2016 verfügbar.[22]